# Новоселовка (Тараклійський район)
Новосе́ловка (рум. Novosiolovca) — село в Тараклійському районі Молдови, утворює окрему комуну.
Село розташоване на річці Великий Ялпуг.